# GNF 1 (2009/2010)
GNF 1 (2009/2010) był 54. edycją rozgrywek o mistrzostwo Maroka w piłce nożnej. Sezon rozpoczął się 28 sierpnia 2009, a zakończył się w 18 maja 2010. Tytułu nie obroniła drużyna Raja Casablanca. Nowym mistrzem Maroka został zespół Wydad Casablanca.

## Tabela końcowa
| Lp. | Drużyna               | M  | Z  | R  | P  | Bramki | Bramki | Różn. | Pkt | Uwagi     |
| --- | --------------------- | -- | -- | -- | -- | ------ | ------ | ----- | --- | --------- |
| 1   | Wydad Casablanca (M)  | 30 | 15 | 9  | 6  | 36     | 22     | +14   | 54  |           |
| 2   | Raja Casablanca       | 30 | 14 | 10 | 6  | 39     | 2      | +37   | 52  |           |
| 3   | Difaa El Jadida       | 30 | 12 | 14 | 4  | 30     | 17     | +13   | 50  |           |
| 4   | Kawkab Marrakech      | 30 | 10 | 14 | 6  | 27     | 19     | +8    | 44  |           |
| 5   | Olympique Khouribga   | 30 | 11 | 10 | 9  | 30     | 26     | +4    | 43  |           |
| 6   | Hassania Agadir       | 30 | 10 | 11 | 9  | 33     | 31     | +2    | 41  |           |
| 7   | FAR Rabat             | 30 | 10 | 10 | 10 | 21     | 20     | +1    | 40  |           |
| 8   | Maghreb Fez           | 30 | 9  | 12 | 9  | 29     | 26     | +3    | 39  |           |
| 9   | KAC Kénitra           | 30 | 10 | 8  | 12 | 28     | 30     | −2    | 38  |           |
| 10  | Moghreb Tétouan       | 30 | 7  | 15 | 8  | 18     | 18     | 0     | 36  |           |
| 11  | Wydad Fez             | 30 | 9  | 9  | 12 | 33     | 41     | −8    | 36  |           |
| 12  | FUS Rabat             | 30 | 9  | 9  | 12 | 24     | 30     | −6    | 36  |           |
| 13  | Jeunesse El Massira   | 30 | 8  | 10 | 12 | 26     | 33     | −7    | 34  |           |
| 14  | Olympic Safi          | 30 | 8  | 9  | 13 | 29     | 37     | −8    | 33  |           |
| 15  | Ittihad Khémisset (S) | 30 | 7  | 12 | 11 | 15     | 22     | −7    | 33  | Spadek do |
| 16  | AS Salé (S)           | 30 | 4  | 12 | 14 | 15     | 35     | −20   | 24  | Spadek do |

## Najlepsi strzelcy
| Miejsce | Piłkarz                                | Kraj                               | Klub                             | Gole |
| ------- | -------------------------------------- | ---------------------------------- | -------------------------------- | ---- |
| 1       | Omar Hassi                             | Maroko                             | Wydad Fez                        | 12   |
| 2       | Omar Najdi                             | Maroko                             | Raja Casablanca                  | 11   |
| 3       | Lys Mouithys Yassine Salhi             | Kongo · Maroko                     | Wydad Casablanca Raja Casablanca | 10   |
| 4       | Pape Latyr Ndiaye Gerard Bi Goua Gohou | Senegal · Wybrzeże Kości Słoniowej | Difaa El Jadida Hassania Agadir  | 9    |
| 5       | Mouhssine Moutouali Samir Sarsar       | Maroko · Maroko                    | Raja Casablanca Maghreb Fès      | 7    |